# Tibor Gazdag
Tibor Gazdag (* 7. August 1991 in Debrecen) ist ein ehemaliger ungarischer Handballspieler.

## Karriere
Gazdag lernte das Handballspielen bei Tiszavasvári SE. Nach seinem Wechsel zum PLER KC kam er mit dem Klub aus Budapest ab 2009 zu Einsätzen in der ersten ungarischen Liga und im EHF-Pokal 2009/10. Von 2011 bis 2013 lief der 1,87 m große Linksaußen für den Gyöngyösi KK auf. Mit dem Csurgói KK trat er 2013/14, 2015/16, 2016/17 und 2017/18 wieder im EHF-Pokal an. Ab 2018 ließ er seine Karriere bei Nagykanizsai Izzó SE ausklingen. Anschließend kehrte er nach Csurgó zurück und wurde Jugendleiter.
Mit der ungarischen Nationalmannschaft belegte Gazdag bei der Europameisterschaft 2016 nach vier Toren in sechs Partien den 12. Platz. Zwischen 2014 und 2016 bestritt er 15 Länderspiele, in denen er 23 Tore erzielte.